# غوما
غوما مدينة في شرق جمهورية الكونغو الديمقراطية تقع على الشاطئ الشمالي لبحيرة كيفو .

## المناخ
يظهر الجدول التالي التغييرات المناخية على مدار السنة لغوما:
| البيانات المناخية لـغوما                              | البيانات المناخية لـغوما | البيانات المناخية لـغوما | البيانات المناخية لـغوما | البيانات المناخية لـغوما | البيانات المناخية لـغوما | البيانات المناخية لـغوما | البيانات المناخية لـغوما | البيانات المناخية لـغوما | البيانات المناخية لـغوما | البيانات المناخية لـغوما | البيانات المناخية لـغوما | البيانات المناخية لـغوما | البيانات المناخية لـغوما |
| الشهر                                                 | يناير                    | فبراير                   | مارس                     | أبريل                    | مايو                     | يونيو                    | يوليو                    | أغسطس                    | سبتمبر                   | أكتوبر                   | نوفمبر                   | ديسمبر                   | المعدل السنوي            |
| ----------------------------------------------------- | ------------------------ | ------------------------ | ------------------------ | ------------------------ | ------------------------ | ------------------------ | ------------------------ | ------------------------ | ------------------------ | ------------------------ | ------------------------ | ------------------------ | ------------------------ |
| متوسط درجة الحرارة الكبرى °م (°ف)                     | 25.6 (78.1)              | 25.7 (78.3)              | 25.7 (78.3)              | 25.4 (77.7)              | 25.3 (77.5)              | 25.3 (77.5)              | 25.2 (77.4)              | 25.8 (78.4)              | 25.9 (78.6)              | 25.7 (78.3)              | 25.3 (77.5)              | 25.4 (77.7)              | 25.5 (77.9)              |
| المتوسط اليومي °م (°ف)                                | 20 (68)                  | 20.1 (68.2)              | 20.1 (68.2)              | 20 (68)                  | 19.9 (67.8)              | 19.4 (66.9)              | 19.7 (67.5)              | 19.8 (67.6)              | 19.8 (67.6)              | 19.9 (67.8)              | 19.7 (67.5)              | 19.9 (67.8)              | 19.9 (67.7)              |
| متوسط درجة الحرارة الصغرى °م (°ف)                     | 14.4 (57.9)              | 14.6 (58.3)              | 14.6 (58.3)              | 14.7 (58.5)              | 14.6 (58.3)              | 13.6 (56.5)              | 13.1 (55.6)              | 13.9 (57.0)              | 14 (57)                  | 14.2 (57.6)              | 14.1 (57.4)              | 14.4 (57.9)              | 14.2 (57.5)              |
| الهطول مم (إنش)                                       | 94 (3.7)                 | 84 (3.3)                 | 117 (4.6)                | 119 (4.7)                | 108 (4.3)                | 55 (2.2)                 | 29 (1.1)                 | 70 (2.8)                 | 117 (4.6)                | 143 (5.6)                | 138 (5.4)                | 118 (4.6)                | 1٬192 (46.9)             |
| متوسط الأيام الممطرة                                  | 16                       | 16                       | 19                       | 22                       | 18                       | 8                        | 6                        | 8                        | 15                       | 20                       | 22                       | 19                       | 189                      |
| ساعات سطوع الشمس اليومية                              | 5                        | 5                        | 5                        | 5                        | 5                        | 6                        | 7                        | 5                        | 5                        | 5                        | 5                        | 5                        | 5                        |
| المصدر #1: Climate-Data.org, altitude: 1531m          |                          |                          |                          |                          |                          |                          |                          |                          |                          |                          |                          |                          |                          |
| المصدر #2: Weather2Travel for rainy days and sunshine |                          |                          |                          |                          |                          |                          |                          |                          |                          |                          |                          |                          |                          |

## أعلام
- فيليمون ماكارثي
- ريبيكا كابوغو